# 71-639
71-639 «Кастор» (согласно Единой нумерации) — трёхсекционный шестиосный трамвайный вагон Усть-Катавского вагоностроительного завода.
Новая современная модель со 100 % низким уровнем пола, особенностью которой является увеличенная пассажировместимость и увеличенная скорость. Унифицированная модель для депо на базе модели 71-628. Вагон обладает увеличенными дверными проёмами, оборудован системой видеонаблюдения, современными медиа-комплексами для комфортного передвижения всех пассажиров. Простота обслуживания и высокая энергоэффективность обеспечивают минимальные эксплуатационные расходы.

## Эксплуатация
На август 2025 года произведённых вагонов — 4.
| Страна | Город        | Количество | Год выпуска | Примечания                                             |
| ------ | ------------ | ---------- | ----------- | ------------------------------------------------------ |
| Россия | Челябинск    | 0          | 2024        | обкатка в марте 2024, позднее отправлен в Екатеринбург |
| Россия | Екатеринбург | 4 (+12)    | 2024, 2025  |                                                        |